# Очеретинська сільська рада
| Очеретинська сільська рада — колишній орган місцевого самоврядування у Олександрівському районі Донецької області з адміністративним центром у c. Очеретине. Сільській раді підпорядковані населені пункти: - c. Очеретине - с. Голубівка - с. Громова Балка |

## Склад ради
Рада складається з 16 депутатів та голови.

## Керівний склад сільської ради
| ПІБ                      | Основні відомості                                                         | Дата обрання | Дата звільнення |
| ------------------------ | ------------------------------------------------------------------------- | ------------ | --------------- |
| Черненко Іван Григорович | Сільський голова, 1949 року народження, освіта, член Партії регіонів      | 26.03.2006   | 31.10.2010      |
| Черненко Іван Григорович | Сільський голова, 1949 року народження, освіта вища, член Партії регіонів | 31.10.2010   |                 |

Примітка: таблиця складена за даними джерела